# Restless Heart (utwór Johna Parra)
Restless Heart (znana jako Running Away with You (Restless Heart)) – piosenka angielskiego piosenkarza i muzyka Johna Parra, wydana w 1988 roku jako utwór ze ścieżki dźwiękowej z filmu fabularnego Uciekinier z 1987 roku. Została napisana przez Parra i niemieckiego muzyka oraz kompozytora Harolda Faltermeyera, (a skomponowana tylko przez Faltermeyera). Ballada została później włączona do trzeciego albumu studyjnego Parra Man with a Vision, wydanego w 1992 roku.

## Powstanie utworu
Piosenka została wydana jako singiel ze ścieżką dźwiękową w 1988 roku, ale tylko w Wielkiej Brytanii i Niemczech. Był to pierwszy utwór wydany przez Parra od 1986 roku, ale nie znalazł się na liście przebojów, jednak piosenka zyskała popularność dzięki swojemu powiązaniu z filmem Uciekinier, na końcu którego odtwarzany jest ten utwór.

## Wydanie
Singiel został wydany na 7-calowym winylu, 12-calowym winylu i singlu CD przez Trax Music Ltd. w Wielkiej Brytanii i przez CBS Records w Niemczech. Piosenka nie została uwzględniona w instrumentalnej wersji ścieżki dźwiękowej wydanej w Stanach Zjednoczonych, Wielkiej Brytanii, Irlandii i Niemczech.

### Wydanie brytyjskie
W Wielkiej Brytanii 7-calowy i 12-calowy winyl został wydany przez Trax Music Ltd – wydanie Braveworld przez Rank Film Distributors. 7-winylowe wydanie zawierało na stronie B utwór Crystal Eye, który został napisany i wyprodukowany wyłącznie przez Parra (jednak nie był on częścią filmu.) . 12 „winyl zawierał rozszerzoną wersję„ Restless Heart ”jako polecany utwór, wraz z„ Crystal Eye ”i pojedynczą wersją„ Restless Heart ”. Wersja CD zawierała tę samą listę utworów, co 12-calowe wydanie winylowe. Okładka singla w Wielkiej Brytanii ukazywała twarz Schwarzeneggera, w pozie takiej jak na plakacie filmowym, ponadto umieszczono biegnące postacie Marii Conchity Alonso i  Schwarzeneggera. Tył okładki zawierał zdjęcie Parra.

### Wydanie niemieckie
W Niemczech, 7-calowe i 12-calowe winyle wydane przez CBS Records zawierały te same listy utworów, co w Wielkiej Brytanii. Dodatkowo w kraju wydano pojedynczą wersję płyty CD za pośrednictwem CBS. Został wydany w rękawie i zawierał „Restless Heart (wersję krótką)” jako wyróżniony utwór, a także „Crystal Eye” i „Restless Heart (w wersji rozszerzonej)”. Niemiecka grafika różni się nieznacznie od wydania w Wielkiej Brytanii. Ilustracje wykonał Renato Casaro. Zastosowano nieco inne zbliżenie Schwarzeneggera, z dodatkowymi ilustracjami dwóch złoczyńców filmu: zbliżenie Dynama oraz Eddiego „Buzzsaw'a” Vatowskiego na motocyklu, który jednocześnie trzymał piłę łańcuchową. Z tyłu okładki, mimo nieznacznych różnic względem wersji brytyjskiej, znajdowało się takie samo zdjęcie piosenkarza.
Po pojawieniu się na trzecim studyjnym albumie Parra pt. Man with a Vision w 1992 roku, utwór pojawił się również na dwupłytowym albumie Membran / Ambitions / Yesterrock 2006 Man in Motion, który połączył Man z albumem Vision z czwartym albumem studyjnym Parra z 1996 roku Under Parr . Pojawił się również na albumie Parr z 2011 roku Letter to America, na którym znalazła się jedna płyta działająca jako największe hity (w której piosenka została zawarta) oraz płyta z innymi nowymi piosenkami i akustycznymi wersjami starszych piosenek.

## Teledysk
Teledysk został nakręcony w celu promowania singla. Sceny z udziałem Parra zostały nakręcone przez Femme Fatale we wschodnim Londynie  a klipy z The Running Man zostały również dodane do filmu.

## Wykaz utworów
7 "(wersja brytyjska)
1. „Restless Heart” – 4:20
2. „Crystal Eye” – 3:20

12 "(wydanie brytyjskie)
1. „Restless Heart (wersja rozszerzona)” – 5:51
2. „Crystal Eye” – 3:25
3. „Restless Heart (wersja krótka)” – 4:17

CD (wydanie brytyjskie)
1. „Restless Heart (wersja rozszerzona)” – 5:51
2. „Crystal Eye” – 3:20
3. „Restless Heart (wersja krótka)” – 4:20

7 "(wydanie niemieckie)
1. „Restless Heart” – 4:17
2. „Crystal Eye” – 3:25

Singiel 12 "(wydanie niemieckie)
1. „Restless Heart (wersja rozszerzona)” – 5:51
2. „Crystal Eye” – 3:25
3. „Restless Heart (wersja krótka)” – 4:17

CD (wydanie niemieckie)
1. „Restless Heart (wersja krótka)” – 4:17
2. „Crystal Eye” – 3:24
3. „Restless Heart (wersja rozszerzona)” – 5:53

## Artyści
- John Parr – wokal główny, gitara, kompozytor „Crystal Eye”
- Harold Faltermeyer – instrumenty klawiszowe, kompozytor „Restless Heart”